# Deshan
Deshan (kinesiska: 德善, 德善乡) är en socken i Kina. Den ligger i provinsen Heilongjiang, i den nordöstra delen av landet, omkring 170 kilometer öster om provinshuvudstaden Harbin. Antalet invånare är 13 785. Befolkningen består av 6 683 kvinnor och 7 102 män. Barn under 15 år utgör 13,0 %, vuxna 15-64 år 80 %, och äldre över 65 år 6,0 %.
Genomsnittlig årsnederbörd är 862 millimeter. Den regnigaste månaden är juli, med i genomsnitt 174 mm nederbörd, och den torraste är januari, med 7 mm nederbörd.